# Testo
Testo je gusta, ponekad elastična pasta napravljena od žitarica, mahunarki ili kestena. Testo se obično pravi mešanjem brašna sa malom količinom vode i/ili druge tečnosti, a ponekad uključuje i brašno kvasca ili druga sredstva za kvasac kao i druge sastojke kao što su razne masti ili arome. Proces izrade i oblikovanja testa prethodnik je izradi raznovrsnih namirnica, posebno hleba i predmeta na bazi hleba, ali i keksa, kolača, keksa, knedli, palačinki, rezanaca, testenina, peciva, pice, piktrusta, i slične stavke. Testo se pravi od raznih vrsta brašna, obično pšenice, ali i brašna od kukuruza, riže, raži, mahunarki, badema i drugih žitarica i useva koji se koriste širom sveta.

## Tipovi testa
Testo varira u zavisnosti od sastojaka, vrste proizvoda koji se proizvodi, vrste agensa za kvasac (posebno da li se testo zasniva na kvascu ili ne), kako se pomeša testo (bilo da se brzo meša ili meša i ostavi da se diže) tehnika kuvanja ili pečenja. Ne postoji formalna definicija onoga što čini testo, iako većina testa ima viskoelastična svojstva.
Fermentisano ili ukiseljeno testo (obično napravljeno od žitarica ili mahunarki koje se melju za proizvodnju brašna, pomešano sa vodom i kvascem) koriste se širom sveta za izradu različitih vrsta hleba. So, ulja ili masti, šećeri ili med, a ponekad i mleko ili jaja takođe su česti sastojci u testu za hleb. Komercijalno testo za hleb može takođe da uključi sredstva za pripremu testa, klasu sastojaka koji pomažu u konzistenciji testa i finalnom proizvodu.
Pljeskavice kao što su pita, tortilja i iufka se jedu širom sveta i takođe se prave od testa. Neke palačinke, kao što su Američke, koriste agense za kvasac. Krekeri se prave i od testa, a neki (kao što su slani krekeri) su ukiseljeni.
Testenina i rezanci se uglavnom zasnivaju na beskvasnim testima koja se rade dok su suva i glatka, a zatim oblikuju u njihov konačni oblik. Gotova pasta može se odmah kuvati ili osušiti pre kuvanja.
Testo sa većim sadržajem masti ima manji sadržaj vode, manje se proizvodi gluten i stoga je generalno manje elastičan od testa za hleb; pekari ih često nazivaju "kratkim". U ovu kategoriju spada mnogo kolača i kolača za pečenje kolača, kao što je pecivo.
U mnogim delovima centralne Indije, ljudi koriste brzu metodu pravljenja trenutne pečene kuglice ili baati. U zemljama u regionu Sahela u Africi, kuglice za testo koje se zovu aiish ili biia su napravljene od siraka ili prosoa, i mlevene su i kuvane.
Brzi hlebovi koriste agense za kvasac koji nisu kvasci (kao što je prašak za pecivo ili soda za pečenje) i uključuju većinu kolača, kolača, keksa i još mnogo toga.

## Tehnike
Tehnike koje se koriste u proizvodnji testa zavise od vrste testa i finalnog proizvoda.
Za hleb na bazi kvasca i sunđera (kao što je kvasac), uobičajena tehnika proizvodnje je mešanje testa, mešanje i ostavljanje da se podigne. Mnoge hlebne testenine pozivaju na drugu fazu, gde se testo ponovo meša, oblikujući u konačni oblik, i ostavimo da se konačno podigne (ili očvrsti) pre pečenja. Mešanje je proces rada testa da bi se proizvelo glatko, elastično testo razvijanjem glutena. Ovaj proces je u zavisnosti od temperature i vremena; temperature koje su ili prevruće ili suviše hladne, prouzrokovaće da se kvasac ne razvije, a vreme rasta koje je ili prekratko ili predugo utiče na konačni proizvod.
Testenina se obično pravi od suvog testa koji se meša i oblikuje, bilo ekstruzijom, kotrljanjem u mašini za testeninu, ili ručno (ili za njoke). Pasta se može kuvati neposredno nakon proizvodnje (takozvana "sveža pasta") ili sušena, što je čini stabilnom na polici.
Testo za biskvite i mnoge brašno koje se ne kvaše sa kvascem su tipično pomešane, ali se ne mešaju ili ostavljaju da rastu; Ova testa se oblikuju i kuvaju neposredno nakon mešanja.
Dok se hleb i drugi proizvodi napravljeni od testa često peku, neke vrste hrane na bazi testa kuvaju se na direktnu toplotu, kao što su tortilje, koje se kuvaju direktno na roštilju. Pržena hrana od testa je takođe uobičajena u mnogim kulturama.
Palačinke, vafli, neke vrste kolača, kao što su brauni, i mnogi kolači i brzi hleb (uključujući mafine i slično) često se prave od polutrajnog testa od brašna i tečnosti koji se sipa u konačni oblik, a ne čvrsto testo. Za razliku od testa za hleb, ovi udarači nisu stabilizovani formiranjem glutenske mreže.

## Literatura
- Cuvain, Stanley; Young, Linda S. (2007). Technology of Breadmaking (2 изд.). Springer. ISBN 9780387385655. doi:10.1007/0-387-38565-7.—covers commercial dough production
- DiMuzio, Daniel (2009). Bread Baking: An Artisan's Perspective. Wiley. ISBN 978-0470138823.—covers home and commercial baking and dough techniques
- Hamelman, Jeffrey (2004). Bread: A Baker's Book of Techniques and Recipes. Wiley. ISBN 978-0471168577.—covers home and commercial baking and dough techniques

## Spoljašnje veze
- Mediji vezani za članak Testo na Vikimedijinoj ostavi